# سیارک ۶۱۰

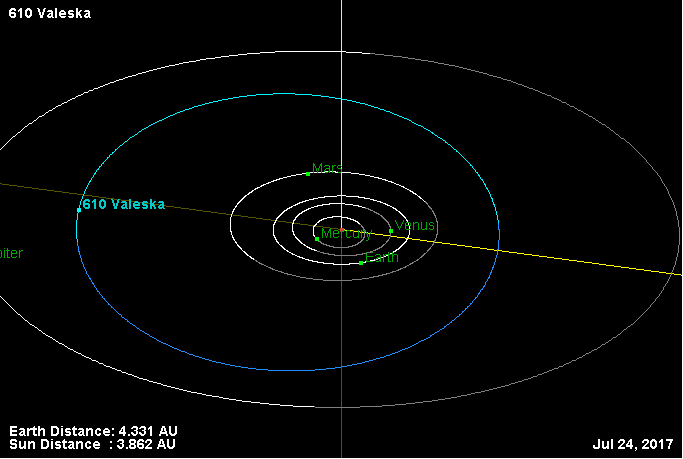
نمایی از محل قرارگیری سیارک ۶۱۰ در مدار – ۲۰۱۷

سیارک ۶۱۰ (به انگلیسی: 610 Valeska، نامگذاری:1906VK) ششصد و دهمین سیارک کشف شده‌است که در ۲۶ سپتامبر ۱۹۰۶ و در هایدلبرگ کشف شد.
قدر مطلق سیارک برابر ۱۲٫۱۰ است.